# Camaridium exaltatum
Camaridium exaltatum är en orkidéart som beskrevs av Friedrich Fritz Wilhelm Ludwig Kraenzlin. Camaridium exaltatum ingår i släktet Camaridium och familjen orkidéer. Inga underarter finns listade i Catalogue of Life.